# Bóng đá tại Thế vận hội Mùa hè 2020 - Nam (Bảng B)
Bảng B của giải bóng đá nam tại Thế vận hội Mùa hè 2020 đã diễn ra từ ngày 22 đến ngày 28 tháng 7 năm 2021 ở sân vận động Kashima của Kashima, Sapporo Dome của Sapporo và sân vận động Quốc tế Yokohama của Yokohama. Bảng này bao gồm Honduras, New Zealand, România và Hàn Quốc. Hai đội đứng đầu được giành quyền vào vòng đấu loại trực tiếp.

## Các đội tuyển
| Vị trí bốc thăm | Đội tuyển   | Nhóm | Liên đoàn | Tư cách của vượt qua vòng loại                                                       | Ngày của vượt qua vòng loại | Tham dự Thế vận hội | Tham dự cuối cùng | Thành tích tốt nhất lần trước |
| --------------- | ----------- | ---- | --------- | ------------------------------------------------------------------------------------ | --------------------------- | ------------------- | ----------------- | ----------------------------- |
| B1              | New Zealand | 3    | OFC       | Vô địch Vòng loại bóng đá nam Thế vận hội Mùa hè 2019 khu vực châu Đại Dương         | 5 tháng 10 năm 2019         | 3 lần               | 2012              | Hạng 14 (2008)                |
| B2              | Hàn Quốc    | 1    | AFC       | Vô địch Giải vô địch bóng đá U-23 châu Á 2020                                        | 26 tháng 1 năm 2020         | 11 lần              | 2016              | Huy chương đồng (2012)        |
| B3              | Honduras    | 2    | CONCACAF  | Á quân Vòng loại bóng đá nam Thế vận hội Mùa hè 2020 khu vực Bắc, Trung Mỹ và Caribe | 30 tháng 3 năm 2021         | 5 lần               | 2016              | Hạng 4 (2016)                 |
| B4              | România     | 4    | UEFA      | Bán kết Giải vô địch bóng đá U-21 châu Âu 2019                                       | 27 tháng 6 năm 2019         | 4 lần               | 1964              | Hạng 5 (1964)                 |

## Bảng xếp hạng
| VT | Đội         | ST | T | H | B | BT | BB | HS | Đ | Giành quyền tham dự |
| -- | ----------- | -- | - | - | - | -- | -- | -- | - | ------------------- |
| 1  | Hàn Quốc    | 3  | 2 | 0 | 1 | 10 | 1  | +9 | 6 | Tứ kết              |
| 2  | New Zealand | 3  | 1 | 1 | 1 | 3  | 3  | 0  | 4 | Tứ kết              |
| 3  | România     | 3  | 1 | 1 | 1 | 1  | 4  | −3 | 4 |                     |
| 4  | Honduras    | 3  | 1 | 0 | 2 | 3  | 9  | −6 | 3 |                     |

Trong tứ kết,
- Đội nhất bảng B sẽ giành quyền để thi đấu với đội nhì bảng A.
- Đội nhì bảng B sẽ giành quyền để thi đấu với đội nhất bảng A.

## Các trận đấu

### New Zealand v Hàn Quốc
| New Zealand | 1–0                              | Hàn Quốc |
| ----------- | -------------------------------- | -------- |
| Wood 70'    | Chi tiết (TOCOG) Chi tiết (FIFA) |          |

| New Zealand | Hàn Quốc |

| GK               | 1  | Michael Woud     |     |       |
| RB               | 15 | Dane Ingham      |     |       |
| CB               | 4  | Nando Pijnaker   |     |       |
| CB               | 2  | Winston Reid (c) |     |       |
| LB               | 3  | Liberato Cacace  |     |       |
| RM               | 16 | Gianni Stensness |     |       |
| CM               | 8  | Joe Bell         |     |       |
| CM               | 6  | Clayton Lewis    | 78' | 90+4' |
| LM               | 7  | Elijah Just      |     | 71'   |
| CF               | 12 | Callum McCowatt  |     | 85'   |
| CF               | 9  | Chris Wood       |     |       |
| Cầu thủ dự bị:   |    |                  |     |       |
| FW               | 18 | Ben Waine        |     | 71'   |
| MF               | 10 | Marko Stamenic   |     | 85'   |
| DF               | 17 | Callan Elliot    |     | 90+4' |
| Huấn luyện viên: |    |                  |     |       |
| Danny Hay        |    |                  |     |       |

| GK               | 1  | Song Bum-keun   |  |     |
| RB               | 2  | Lee You-hyeon   |  |     |
| CB               | 5  | Jeong Tae-uk    |  |     |
| CB               | 20 | Lee Sang-min    |  |     |
| LB               | 19 | Kang Yoon-sung  |  | 87' |
| RM               | 17 | Um Won-sang     |  | 59' |
| CM               | 15 | Won Du-jae      |  |     |
| CM               | 14 | Kim Dong-hyun   |  | 78' |
| LM               | 7  | Kwon Chang-hoon |  | 59' |
| SS               | 8  | Lee Kang-in     |  | 59' |
| CF               | 16 | Hwang Ui-jo     |  |     |
| Cầu thủ dự bị:   |    |                 |  |     |
| FW               | 11 | Lee Dong-jun    |  | 59' |
| MF               | 10 | Lee Dong-gyeong |  | 59' |
| FW               | 9  | Song Min-kyu    |  | 59' |
| MF               | 6  | Jeong Seung-won |  | 78' |
| DF               | 4  | Park Ji-soo     |  | 87' |
| Huấn luyện viên: |    |                 |  |     |
| Kim Hak-bum      |    |                 |  |     |

| Trợ lý trọng tài: Arsenio Marengula (Mozambique) Souru Phatsoane (Lesotho) Trọng tài thứ tư: Artur Soares Dias (Bồ Đào Nha) Trợ lý trọng tài video: Benoît Millot (Pháp) Trợ lý trọng tài video bổ sung: Guillermo Cuadra Fernández (Tây Ban Nha) |

### Honduras v România
| Honduras | 0–1                              | România            |
| -------- | -------------------------------- | ------------------ |
|          | Chi tiết (TOCOG) Chi tiết (FIFA) | Oliva 45+1' (l.n.) |

| Honduras | România |

| GK               | 1  | Alex Güity          |     | 46' |
| RB               | 21 | Elvin Oliva         | 26' | 88' |
| CB               | 2  | Denil Maldonado (c) |     | 88' |
| CB               | 16 | José García         |     |     |
| LB               | 3  | Wesly Decas         |     |     |
| RM               | 10 | Rigoberto Rivas     |     | 57' |
| CM               | 15 | Carlos Pineda       |     |     |
| CM               | 21 | Jorge Álvarez       | 48' |     |
| LM               | 8  | Edwin Rodríguez     |     | 57' |
| CF               | 19 | Douglas Martínez    |     |     |
| CF               | 9  | Jorge Benguché      |     |     |
| Cầu thủ dự bị:   |    |                     |     |     |
| GK               | 12 | Michael Perreló     |     | 46' |
| FW               | 17 | Luis Palma          |     | 57' |
| MF               | 7  | José Reyes          |     | 57' |
| DF               | 4  | Carlos Meléndez     |     | 88' |
| DF               | 5  | Cristopher Meléndez |     | 88' |
| Huấn luyện viên: |    |                     |     |     |
| Miguel Falero    |    |                     |     |     |

| GK               | 12 | Mihai Aioani      |     |     |
| RB               | 14 | Andrei Rațiu      |     | 75' |
| CB               | 4  | Alex Pașcanu      |     |     |
| CB               | 6  | Virgil Ghiță      |     |     |
| LB               | 3  | Florin Ștefan     |     | 46' |
| CM               | 8  | Marius Marin (c)  |     |     |
| CM               | 18 | Marco Dulca       | 71' |     |
| RW               | 20 | Alex Dobre        | 44' |     |
| AM               | 10 | Andrei Ciobanu    |     | 69' |
| LW               | 11 | Valentin Gheorghe |     | 55' |
| CF               | 9  | George Ganea      |     | 68' |
| Cầu thủ dự bị:   |    |                   |     |     |
| DF               | 2  | Radu Boboc        |     | 46' |
| MF               | 21 | Antonio Sefer     |     | 55' |
| FW               | 19 | Andrei Sîntean    | 82' | 68' |
| MF               | 5  | Tudor Băluță      |     | 69' |
| DF               | 17 | Ricardo Grigore   |     | 75' |
| Huấn luyện viên: |    |                   |     |     |
| Mirel Rădoi      |    |                   |     |     |

| Trợ lý trọng tài: Nicolás Taran (Uruguay) Richard Trinidad (Uruguay) Trọng tài thứ tư: Ismail Elfath (Hoa Kỳ) Trợ lý trọng tài video: Andrés Cunha (Uruguay) Trợ lý trọng tài video bổ sung: Bibiana Steinhaus (Đức) |

### New Zealand v Honduras
| New Zealand             | 2–3                              | Honduras                                    |
| ----------------------- | -------------------------------- | ------------------------------------------- |
| - Cacace 10' - Wood 49' | Chi tiết (TOCOG) Chi tiết (FIFA) | - Palma 45+1' - Obregon Jr. 78' - Rivas 87' |

| New Zealand | Honduras |

| GK               | 1  | Michael Woud     |     |     |
| CB               | 16 | Gianni Stensness |     |     |
| CB               | 2  | Winston Reid (c) |     | 6'  |
| CB               | 4  | Nando Pijnaker   |     |     |
| RM               | 15 | Dane Ingham      |     |     |
| CM               | 8  | Joe Bell         |     |     |
| CM               | 6  | Clayton Lewis    |     | 65' |
| LM               | 3  | Liberato Cacace  |     |     |
| RF               | 7  | Elijah Just      |     | 86' |
| CF               | 9  | Chris Wood       |     |     |
| LF               | 12 | Callum McCowatt  |     | 65' |
| Cầu thủ dự bị:   |    |                  |     |     |
| DF               | 14 | George Stanger   |     | 6'  |
| MF               | 10 | Marko Stamenic   | 86' | 65' |
| FW               | 18 | Ben Waine        | 75' | 65' |
| FW               | 11 | Joe Champness    |     | 86' |
| Huấn luyện viên: |    |                  |     |     |
| Danny Hay        |    |                  |     |     |

| GK               | 1  | Alex Güity              |     |     |
| RB               | 5  | Cristopher Meléndez     |     | 63' |
| CB               | 2  | Denil Maldonado (c)     |     | 63' |
| CB               | 16 | José García             |     |     |
| LB               | 3  | Wesly Decas             | 37' |     |
| RM               | 17 | Luis Palma              |     |     |
| CM               | 8  | Edwin Rodríguez         |     |     |
| CM               | 20 | Jorge Álvarez           |     | 63' |
| LM               | 7  | José Alejandro Reyes    |     |     |
| CF               | 19 | Douglas Martínez        |     | 71' |
| CF               | 9  | Jorge Benguché          |     | 46' |
| Cầu thủ dự bị:   |    |                         |     |     |
| MF               | 15 | Carlos Pineda           |     | 46' |
| DF               | 21 | Elvin Oliva             |     | 63' |
| MF               | 10 | Rigoberto Rivas         |     | 63' |
| DF               | 4  | Carlos Meléndez         |     | 63' |
| FW               | 18 | Juan Carlos Obregón Jr. |     | 71' |
| Huấn luyện viên: |    |                         |     |     |
| Miguel Falero    |    |                         |     |     |

| Trợ lý trọng tài: Roy Hassan (Israel) Idan Yarkoni (Israel) Trọng tài thứ tư: Chris Beath (Úc) Trợ lý trọng tài video: Roi Reinshreiber (Israel) Trợ lý trọng tài video bổ sung: Benoît Millot (Pháp) |

### România v Hàn Quốc
| România | 0–4                              | Hàn Quốc                                                            |
| ------- | -------------------------------- | ------------------------------------------------------------------- |
|         | Chi tiết (TOCOG) Chi tiết (FIFA) | - Marin 27' (l.n.) - Um Won-sang 59' - Lee Kang-in 84' (ph.đ.), 90' |

| România | Hàn Quốc |

| GK               | 12 | Mihai Aioani      |           |     |
| RB               | 4  | Alex Pașcanu      | 67'       |     |
| CB               | 8  | Marius Marin (c)  |           |     |
| CB               | 6  | Virgil Ghiță      |           |     |
| LB               | 2  | Radu Boboc        |           | 64' |
| CM               | 18 | Marco Dulca       |           | 77' |
| CM               | 7  | Ion Gheorghe      | 25' 45+1' |     |
| RW               | 20 | Alex Dobre        |           |     |
| AM               | 10 | Andrei Ciobanu    |           | 76' |
| LW               | 21 | Antonio Sefer     |           | 56' |
| CF               | 9  | George Ganea      |           | 56' |
| Cầu thủ dự bị:   |    |                   |           |     |
| FW               | 19 | Andrei Sîntean    |           | 56' |
| FW               | 11 | Valentin Gheorghe |           | 56' |
| DF               | 17 | Ricardo Grigore   |           | 64' |
| MF               | 13 | Eduard Florescu   |           | 76' |
| MF               | 5  | Tudor Băluță      |           | 77' |
| Huấn luyện viên: |    |                   |           |     |
| Mirel Rădoi      |    |                   |           |     |

| GK               | 1  | Song Bum-keun   |    |       |
| RB               | 12 | Seol Young-woo  |    |       |
| CB               | 5  | Jeong Tae-uk    |    |       |
| CB               | 4  | Park Ji-soo     |    |       |
| LB               | 19 | Kang Yoon-sung  |    |       |
| RM               | 17 | Um Won-sang     |    | 90+1' |
| CM               | 15 | Won Du-jae      |    |       |
| CM               | 6  | Jeong Seung-won | 9' | 46'   |
| LM               | 11 | Lee Dong-jun    |    | 65'   |
| SS               | 10 | Lee Dong-gyeong |    | 78'   |
| CF               | 16 | Hwang Ui-jo     |    | 79'   |
| Cầu thủ dự bị:   |    |                 |    |       |
| FW               | 7  | Kwon Chang-hoon |    | 46'   |
| FW               | 9  | Song Min-kyu    |    | 65'   |
| FW               | 21 | Kim Jin-kyu     |    | 78'   |
| MF               | 8  | Lee Kang-in     |    | 79'   |
| DF               | 3  | Kim Jae-woo     |    | 90+1' |
| Huấn luyện viên: |    |                 |    |       |
| Kim Hak-bum      |    |                 |    |       |

| Trợ lý trọng tài: Tulio Moreno (Venezuela) Lubin Torrealba (Venezuela) Trọng tài thứ tư: Iván Barton (El Salvador) Trợ lý trọng tài video: Mauro Vigliano (Argentina) Trợ lý trọng tài video bổ sung: Wagner Reway (Brasil) |

### România v New Zealand
| România | 0–0                              | New Zealand |
| ------- | -------------------------------- | ----------- |
|         | Chi tiết (TOCOG) Chi tiết (FIFA) |             |

| România | New Zealand |

| GK               | 12 | Mihai Aioani      |     |     |
| RB               | 17 | Ricardo Grigore   |     |     |
| CB               | 15 | Andrei Chindriș   | 28' | 78' |
| CB               | 6  | Virgil Ghiță      |     |     |
| RWB              | 14 | Andrei Rațiu      |     |     |
| LWB              | 3  | Florin Ștefan     |     |     |
| CM               | 8  | Marius Marin (c)  |     |     |
| CM               | 18 | Marco Dulca       | 30' | 78' |
| RF               | 20 | Alex Dobre        |     | 78' |
| CF               | 19 | Andrei Sîntean    |     | 59' |
| LF               | 13 | Eduard Florescu   |     | 87' |
| Cầu thủ dự bị:   |    |                   |     |     |
| FW               | 9  | George Ganea      |     | 59' |
| MF               | 10 | Andrei Ciobanu    |     | 78' |
| MF               | 16 | Ronaldo Deaconu   |     | 78' |
| FW               | 11 | Valentin Gheorghe |     | 78' |
| MF               | 21 | Antonio Sefer     |     | 87' |
| Huấn luyện viên: |    |                   |     |     |
| Mirel Rădoi      |    |                   |     |     |

| GK               | 1  | Michael Woud     |     |     |
| RB               | 17 | Callan Elliot    | 42' | 46' |
| CB               | 16 | Gianni Stensness |     |     |
| CB               | 4  | Nando Pijnaker   |     |     |
| LB               | 3  | Liberato Cacace  |     |     |
| RM               | 7  | Elijah Just      |     |     |
| CM               | 10 | Marko Stamenic   | 89' |     |
| CM               | 8  | Joe Bell         |     |     |
| LM               | 11 | Joe Champness    |     | 46' |
| CF               | 9  | Chris Wood (c)   |     |     |
| CF               | 19 | Matthew Garbett  | 21' | 72' |
| Cầu thủ dự bị:   |    |                  |     |     |
| FW               | 12 | Callum McCowatt  |     | 46' |
| DF               | 15 | Dane Ingham      |     | 46' |
| MF               | 6  | Clayton Lewis    |     | 72' |
| Huấn luyện viên: |    |                  |     |     |
| Danny Hay        |    |                  |     |     |

| Trợ lý trọng tài: Michael Orué (Peru) Jesús Sánchez (Peru) Trọng tài thứ tư: Kimura Hiroyuki (Nhật Bản) Trợ lý trọng tài video: Andrés Cunha (Uruguay) Trợ lý trọng tài video bổ sung: Erick Miranda (México) |

### Hàn Quốc v Honduras
| Hàn Quốc                                                                                                  | 6–0                              | Honduras |
| --- | -------------------------------- | -------- |
| - Hwang Ui-jo 12' (ph.đ.), 45+5', 52' (ph.đ.) - Won Du-jae 19' (ph.đ.) - Kim Jin-ya 64' - Lee Kang-in 82' | Chi tiết (TOCOG) Chi tiết (FIFA) |          |

| Hàn Quốc | Honduras |

| GK               | 1  | Song Bum-keun    |     |     |
| RB               | 12 | Seol Young-woo   |     |     |
| CB               | 5  | Jeong Tae-uk (c) |     |     |
| CB               | 4  | Park Ji-soo      |     |     |
| LB               | 19 | Kang Yoon-sung   |     | 57' |
| DM               | 15 | Won Du-jae       |     | 72' |
| RM               | 11 | Lee Dong-jun     |     | 46' |
| CM               | 21 | Kim Jin-kyu      |     |     |
| CM               | 7  | Kwon Chang-hoon  |     | 73' |
| LM               | 13 | Kim Jin-ya       |     |     |
| CF               | 16 | Hwang Ui-jo      |     | 57' |
| Cầu thủ dự bị:   |    |                  |     |     |
| FW               | 17 | Um Won-sang      |     | 46' |
| DF               | 3  | Kim Jae-woo      |     | 57' |
| MF               | 8  | Lee Kang-in      | 65' | 57' |
| MF               | 14 | Kim Dong-hyun    |     | 72' |
| MF               | 10 | Lee Dong-gyeong  |     | 73' |
| Huấn luyện viên: |    |                  |     |     |
| Kim Hak-bum      |    |                  |     |     |

| GK               | 1  | Alex Güity           |     |     |
| RB               | 21 | Elvin Oliva          |     |     |
| CB               | 2  | Denil Maldonado (c)  |     |     |
| CB               | 4  | Carlos Meléndez      | 17' | 39' |
| LB               | 3  | Wesly Decas          |     |     |
| CM               | 8  | Edwin Rodríguez      |     | 70' |
| CM               | 15 | Carlos Pineda        |     | 46' |
| CM               | 6  | Jonathan Núñez       | 27' |     |
| RF               | 7  | José Alejandro Reyes |     |     |
| CF               | 19 | Douglas Martínez     |     | 46' |
| LF               | 17 | Luis Palma           |     | 43' |
| Cầu thủ dự bị:   |    |                      |     |     |
| DF               | 5  | Cristopher Meléndez  | 51' | 43' |
| FW               | 10 | Rigoberto Rivas      |     | 46' |
| FW               | 13 | Brayan Moya          |     | 46' |
| MF               | 20 | Jorge Álvarez        |     | 70' |
| Huấn luyện viên: |    |                      |     |     |
| Miguel Falero    |    |                      |     |     |

| Trợ lý trọng tài: Diyan Valkov (Bulgaria) Martin Margaritov (Bulgaria) Trọng tài thứ tư: Victor Gomes (Nam Phi) Trợ lý trọng tài video: Adil Zourak (Maroc) Trợ lý trọng tài video bổ sung: Abdulkadir Bitigen (Thổ Nhĩ Kỳ) |

## Kỷ luật
Điểm đoạt giải phong cách sẽ được sử dụng như một tiêu chí nếu tổng thể và kỷ lục đối đầu của các đội tuyển được cân bằng. Số thẻ này được tính dựa trên số thẻ vàng và thẻ đỏ nhận được trong tất cả các trận đấu bảng như sau:
- thẻ vàng đầu tiên: trừ 1 điểm;
- thẻ đỏ gián tiếp (thẻ vàng thứ hai): trừ 3 điểm;
- thẻ đỏ trực tiếp: trừ 4 điểm;
- thẻ vàng và thẻ đỏ trực tiếp: trừ 5 điểm;

Chỉ có một trong các khoản khấu trừ trên được áp dụng cho một cầu thủ trong một trận đấu.
| Đội tuyển   | Trận 1   | Trận 1                                    | Trận 1 | Trận 1            | Trận 2   | Trận 2                                    | Trận 2 | Trận 2            | Trận 3   | Trận 3                                    | Trận 3 | Trận 3            | Điểm |
| Đội tuyển   | Thẻ vàng | Thẻ vàng · Thẻ vàng-đỏ (thẻ đỏ gián tiếp) | Thẻ đỏ | Thẻ vàng · Thẻ đỏ | Thẻ vàng | Thẻ vàng · Thẻ vàng-đỏ (thẻ đỏ gián tiếp) | Thẻ đỏ | Thẻ vàng · Thẻ đỏ | Thẻ vàng | Thẻ vàng · Thẻ vàng-đỏ (thẻ đỏ gián tiếp) | Thẻ đỏ | Thẻ vàng · Thẻ đỏ | Điểm |
| ----------- | -------- | ----------------------------------------- | ------ | ----------------- | -------- | ----------------------------------------- | ------ | ----------------- | -------- | ----------------------------------------- | ------ | ----------------- | ---- |
| Hàn Quốc    |          |                                           |        |                   | 1        |                                           |        |                   | 1        |                                           |        |                   | −2   |
| New Zealand | 1        |                                           |        |                   | 2        |                                           |        |                   | 3        |                                           |        |                   | –6   |
| România     | 3        |                                           |        |                   | 1        | 1                                         |        |                   | 2        |                                           |        |                   | –9   |
| Honduras    | 2        |                                           |        |                   | 1        |                                           |        |                   | 3        |                                           |        | 1                 | –11  |